# Pilfort de Rabastens
Pilfort de Rabastens (Rabastens, XIII secolo – 1330 o 1331) è stato un cardinale e vescovo cattolico francese.

## Biografia
Nacque dalla nobile famiglia dei conti di Saint-Georges. Entrò nell'Ordine di San Benedetto e ricevette il diaconato a Tolosa. Fu poi abate del monastero di Lombez e arcidiacono del capitolo cattedrale di Tolosa.
Il 17 gennaio 1312 fu eletto vescovo di Pamiers. Il 16 maggio 1317, mentre ancora non era stato consacrato vescovo, fu trasferito alla sede di León, da cui il 19 ottobre dello stesso anno fu nuovamente trasferito alla sede di Rieux.
Il 20 dicembre 1320 papa Giovanni XXII lo creò cardinale del titolo di Sant'Anastasia e secondo l'uso del tempo Pilfort rinunciò alla sua diocesi.